# مت لوگرن
مت لوگرن (انگلیسی: Matt Loughran؛ زادهٔ) گیتارنواز اهل ایالات متحده آمریکا است. وی از سال ۱۹۸۶ میلادی تاکنون مشغول فعالیت بوده است.